# Amleto e il suo clown
Amleto e il suo clown è un film muto italiano del 1920 diretto da Carmine Gallone.